# Kovács Ignác (plébános)
Kovács Ignác (Hidegség, 1840. július 18. – Sopron, 1915. augusztus 5.) római katolikus plébános.

## Élete
Pap lett a győri püspök-megyében és 1865. május 6-án áldozópappá szentelték föl Lókon. 1867-től Pándorfalun volt káplán, 1868-tól peresznyei adminisztrátor, majd plébános, 1887-től locsmándi kerületi esperes, 1902-től soproni kanonok, s 1913-től veszprémvári címzetes prépost. A locsmándi és csepregi egyházkerület német és horvát elemi iskoláinak felügyelője is volt. 1912-ben a Szent István Társulat tudományos osztályának tagja lett. 
Cikkei a Magyar Sionban (1863. A győri püspökség megalapítása, 1866. A győri egyházmegye első főpásztora Modestus püspök). 1882-ben a Szent-István-társulat által kiadott pályázaton: A kath. egyház története Magyarországban szent László király haláláig című munkája a második (25 arany) jutalmat nyerte. (Kéziratban maradt.) 